# كاثرين هولمز
كاثرين هولمز (بالإنجليزية: Katharine Holmes)‏ هي مبارزة بالسيف أمريكية، ولدت في 15 يوليو 1993 في واشنطن العاصمة في الولايات المتحدة.

## وصلات خارجية
- كاثرين هولمز على موقع الاتحاد الدولي للمبارزة (الإنجليزية)
- كاثرين هولمز على موقع اللجنة الأولمبية الدولية (الإنجليزية)
- كاثرين هولمز على موقع أوليمبيديا (الإنجليزية)